# Синеглазово (село)
Синеглазово (рос. Синеглазово) — село, підпорядковане місту Копейськ Челябінської області Російської Федерації.
Населення становить 340 осіб (2010).

## Історія
Згідно із законом від 28 жовтня 2004 року органом місцевого самоврядування є Копейський міський округ.

## Населення
| 2002 | 2010 |
| ---- | ---- |
| 307  | ↗340 |